# Термичке повреде пениса
Термичке повреде пениса је посебан група повреда пениса која настаје као последица дејства топлоте, хладноће или хемијских материја. У већем броју случајева ове повреде пениса сматраја се уролошким хитним стањем и најчешће захтевају хируршку или уролошку интервенције. Циљеви лечења, ових повреда пениса је универзални: очување дужине пениса, очување еректилне функције и одржавање способности да тело пениса правилно стоји, по уздужној оси.
Термичке повреда пениса могу бити праћена и повредом уретре, ако су смрзавањем или пламеном захваћена оба кавернозна тела, и захтевају хитну реконструкцију мокраћне цеви како би се отклонили поремећаји у мокрењу.

## Етиопатогенеза
Термичке повреда пениса, према узроку настанка могу бити: промрзлине и опекотине

### Промрзлине
Под утицајем фактори који доприносе смрзавању пениса, илу у условима опште хипотермија, као нпр. код мокрење на великој хладноћи, или у условима алкохолна интоксикације могу настати промрзлине пенис. Промрзлинама је најчешће изложена кожица препуцијуа, а у тежим случајевима и тело пениса.
Као резултат ове повреде изазване хладноћом у захваћеном подручју кож пениса постаје пурпурно-црвена боја; а болесник се жали на, свраб, пецкање, парестезију, оток пениса.
Код блажих промрзлина стање је реверзибилно и болест нестаје спонтано у року од неколико дана. У тежим случајевима, под утицајем хладноће у кожи се формира некроза ткива, која прелази у дубоку гнојну рану, која одложе излечење и до 3 месеца.

### Опекотине
Термичка повреда пениса јавља се као резултат преноса енергије од извора топлоте до тела и зато се на основу извора енергије, анатомског нивоа повреде или градације опекотине у степенима (I, IIa, IIb, III), мада се у медицинској и другој литератури користе различита разврставања опекотина.
Тремичке опекотине пениса може изазвати отворени пламен (ватра), пара, контакт са врућим предметима, или врела течност. Ова врста опекотине нпр. врућим течностима има највећи удео у структури свих опекотина пениса код деце и старијих особа.

##### Карактеристике промена код опекотина
Карактеристике промена код термичких опекотина пениса зависе од:
- Интензитета загревања ткива; код високих температура (> + 50 °C), код ниских температура (> од - 45 °C).
- Физичких карактеристика термичких агенаса; чврсти, течни, гасовити.
- Вискозитета термичког агенса
- Начина преноса топлоте; конвекција, радијација, испаравање.
- Трајања загревања илл дужина излагања
- Стања заштите пениса (одеће и слично)
- Доба дана и времеских прилика (као меторолошке појава) у моменту настанка опекотине; сунце, снег, киша, ветар.

##### Подела опекотина према тежини оштећења пениса
Опекотине пенис најчешће настају задесним излагања гениталије и према тежини оштећења пенса деле мсе на четири степена:
Први степен
Карактерише се хиперемијом и едемом пениса.
Други степен
Карактерише се појавом пликова, поткожним едемом, ретенцијом мокраће
Трећи степен
Карактерише се некрозом коже.
Четврти степен
Четврти степен је терминални стадијум опекотине, који се карактерише некрозом сунђерастог и кавернозне тела пениса.

##### Узроци и основне карактеристике термичких опекотина пениса
| Узроци                                       | Карактеристике промена |
| -------------------------------------------- | --- |
| Пламен                                       | - Површина захваћена пламеном је велика, углавном до дубине II степена. - Код ових опекотина није лако уклонити остатке изгореле одеће а тканина која остаје у рани касније служи као основа за развој инфекције. |
| Течност                                      | - Површина захваћена врућом течношћу обично је мања, али релативно дубока, углавном између II и III степена. |
| Пара                                         | - Површина тела захваћена паром је најчешће велика, али је опекотина релативно плитка. |
| Контакт са предметима и вискозним материјама | - Ове опекотине настају као резултат контакта са кожом топлих предмета (врућ чврсти метал, течни метал, камен итд.). - Јављају се у 10% свих опекотина. - Најчешће су мале величине, дубине до IV степена. - У патогенези ових опеткотина је коагулација протеина, не само коже него и потпорног ткива, васкуларна тромбоза (коју прати исхемија), што доводи до дубоке некрозе ткива. - Опекотине могу настати и у контакту са прегрејаним мастима, уљима, вискозним запаљивим материјама (пластика, смоле, катран или асфалт). Ове опекотине су обично у облику мрља, мале дубине (обично II - III степена) на мањем простору (јер се ове материје због свог вискозитета не разливају по површини коже и не апсорбују кроз кожу), али се чврсто држе за спаљену кожу и теже уклањају . |

## Терапија
Лечење термичких повреде пениса је дуготрајно и сложено, а исход често неизвестан и са бројним функционалним, естетским и психичким последицама. Посебан проблем представљају тешке опекотине које имају велики медицински, социјални и економски значај. Комплексност лечења проистиче из бројних поремећаја који настају како на нивоу опекотинских рана пениса, тако и на нивоу системских поремећаја.
Зато терапија тешких опекотина спада у групу најтежих у клиничкој медицини. Њихово лечење најчешће захтева велике напоре и мултидисциплинарни приступ здравствених радника, широку палету лекова и другим фармацеутских производа. Лечење је веома скупа а процес рехабилитације и ресоцијације дуготрајан и сложен.
Америчко удружење за опекотине и Амерички колеџ хирурга 1999. поставило је критеријуме за разврставање (тријажу), почетно лечење и болничко лечење опекотина, који су данас опште прихваћени у многим земљама света:
- Лаке опекотине лече се амбулантно,
- Средње тешке и тешке опекотине у болничким условима,
- Део тешких опекотина у специјализованим установама.